# Orléans-i Mária Lujza spanyol királyné
Mária Lujza orléans-i hercegnő (Marie Louise d’Orléans) (Palais Royal, Párizs, 1662. március 27. – Madrid, 1689. február 12.), a Bourbon-házból származó francia királyi hercegnő. Házassága révén spanyol királyné, 1679–1689-ig II. Károly spanyol király első felesége. Neve spanyolul María Luisa de Orleans.

## Élete

### Származása, testvérei
Mária Lujza francia királyi hercegnő Párizsban, a Palais-Royal palotában született.
Édesapja a Bourbon-házból való Fülöp orléans-i herceg (Philippe de France, 1640–1701) volt, XIII. Lajos francia király és Ausztriai Anna királyné második fia, XIV. Lajos francia király öccse, a Monsieur. Gyermekeinek szerető apja volt, de nem rejtegette homoszexuális hajlamát, jó társaságban is nyíltan mutatkozott férfiszeretőjével, „Loréna lovaggal”, azaz Philippe de Lorraine-Armagnac gróffal (1643–1702).
Édesanyja a Stuart-házból való Henrietta Anna angol és skót királyi hercegnő (1644–1670) volt (angolul: Henrietta Anne Stuart, franciául: Henriette d’Angleterre), I. Károly angol király és a Bourbon-házból származó Henrietta Mária francia királyi hercegnő legkisebb leánya, IV. Henrik francia király unokája. A házaspár gyermekei:
- Mária Lujza királyi hercegnő (1662–1689), spanyol királyné.
- Fülöp Károly királyi herceg, Valois hercege (1664–1666), kisgyermekként meghalt.
- Anna Mária királyi hercegnő (1669–1728), aki 1684-ben II. Viktor Amadé savoyai herceghez (1666–1732) ment feleségül. Férje 1730-tól II. Viktor Amadé néven szárd–piemonti király lett. Anyja révén Anna Mária királynét és utódait a brit jakobiták az Egyesült Királyság és Írország jogos trónörökösének tekintették.

Mária Lujza fiatalabb féltestvérei apjának első házasságából születtek, amelyet a Wittelsbach-házból való Erzsébet Sarolta (Liselotte) rajna-pfalzi hercegnővel (1652–1722) kötött:
- Sándor Lajos királyi herceg, Valois hercege (1673–1676), kisgyermekként meghalt.
- Fülöp királyi herceg Philippe d’Orléans, Chartres hercege (1674–1723), XIV. Lajos halála után Franciaország régense, aki 1701-ben örökölte apja orléans-i hercegi címét, és megalapította a Bourbon-ház orléans-i ágát, az ő utódai között találhatók például Lajos Fülöp király, és az orléans-i ágból származó francia trónkövetelők sora.
- Erzsébet Sarolta királyi hercegnő (1676–1744), Chartres kisasszonya, aki Lipót Józsefhez (1679–1729), Lotaringia és Bar hercegéhez ment férjhez, az ő fia lett I. Ferenc német-római császár.

### Ifjúkora, neveltetése
Mária Lujza gyermekkorát főleg apjának hercegi rezidenciáin, a párizsi Palais Royal-ban és a Saint-Cloud kastélyban töltötte. Igen sokat volt együtt apai nagyanyjával, Ausztriai Anna anyakirálynéval, XIII. Lajos özvegyével, aki mindenben támogatta unokáját, és vagyonának nagy részét ráhagyta, amikor 1666-ban elhunyt. A hercegnő sokat időzött anyai nagyanyjának, Henrietta Mária királyi hercegnőnak (1609–1669) colombes-i rezidenciáján is, ahol találkozott unokanővérével, Stuart Anna hercegnővel (1665–1714), Anglia jövendő királynőjével is, aki gyermekkorának nagy részét Franciaországban töltötte.
1670-ben, 8 éves korában elveszítette édesanyját. A következő évben apja ismét megnősült. A második feleség, Liselotte rajna-pfalzi hercegnő szerető anyja lett a két elárvult kislánynak, Mária Lujzának és Anna Máriának. Később, spanyol királynéként Mária Anna őszinte és bizalmas levelezésben maradt mostohaanyjával, egészen élete végéig.

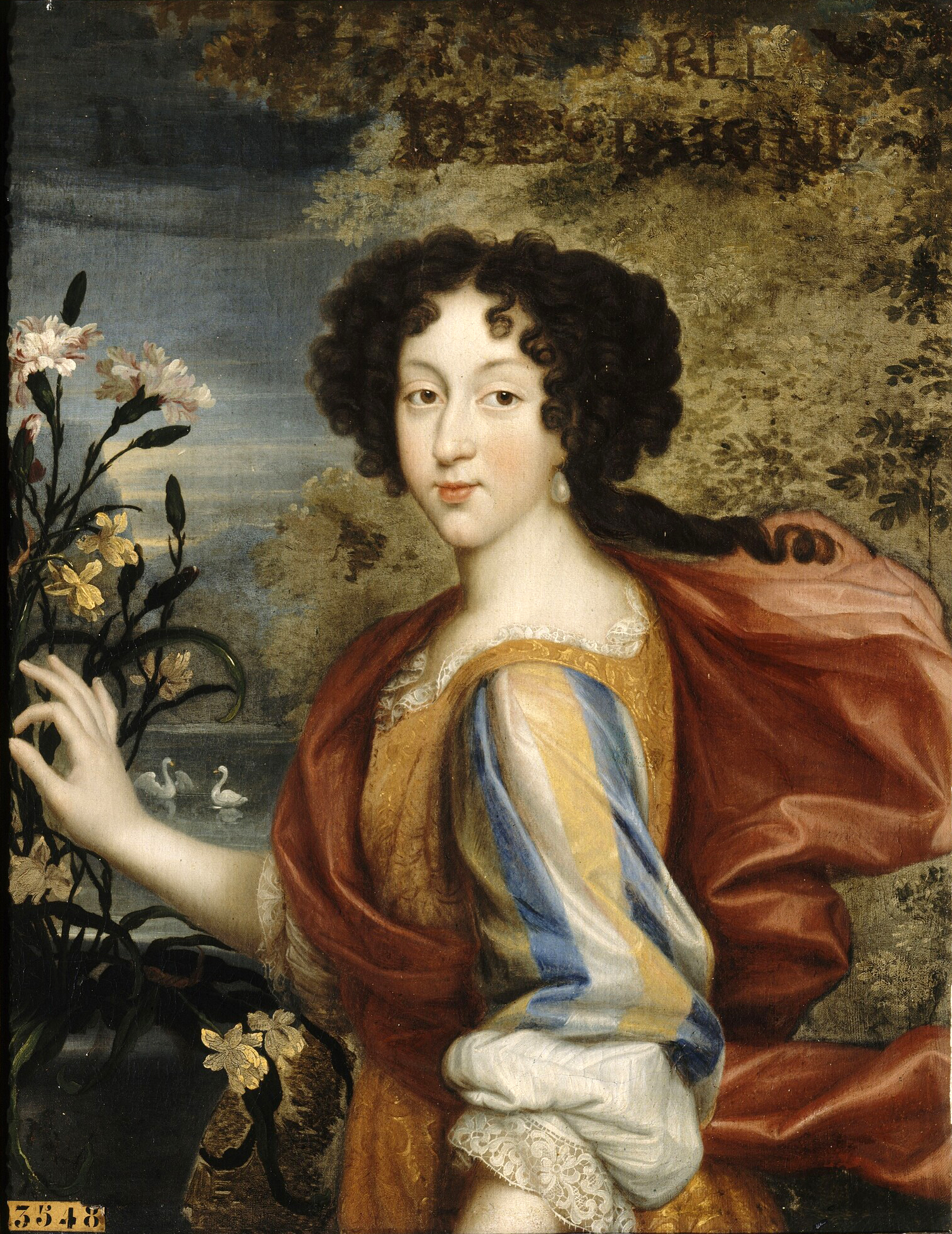
Mária Lujza spanyol királyné

### Házassága
Mária Lujzát nagybátyja, XIV. Lajos király a spanyol szövetség megerősítésére a testileg és szellemileg visszamaradott II. Károly spanyol királlyal jegyezte el. A hercegnő rémületében Lajos lábai elé vetette magát, úgy könyörgött neki, kímélje meg ettől a sorstól. A Napkirály csak annyit vetett oda nevetve: „Madame, nem méltó, ha a Legkatolikusabb Királyné a Legkeresztényibb Király lába elé borul.”  Mária Lujza rettegett a spanyol királyi udvarban uralkodó szigorú etikettől, ami sokkal aprólékosabb és könyörtelenebb volt, mint a francia (a spanyol királynékat például térdepelve kellett kiszolgálni).
1679. augusztus 31-én a 17 éves Mária Lujza orléns-i hercegnő képviselők által (per procurationem) házasságot kötött II. Károly spanyol királlyal (1661–1700), IV. Fülöp spanyol király (1605–1665) és Mária Anna osztrák főhercegnő (Mariana de Austria, 1634–1696) fiával, III. Ferdinánd német-római császár unokájával, Spanyolország utolsó Habsburg-házi uralkodójával. A tényleges esküvőt november 19-én a Burgos közelében fekvő Quintanapallában tartották meg. Ez volt a menyasszony első találkozása férjével. Nem beszélték egymás anyanyelvét, első beszélgetéseiket tolmács közvetítésével folytatták.
Károly király gyenge egészsége és nemzőképtelensége a közeli rokonok egymás közti házasságának következménye, a Habsburg-családban évszázadok óta gyakorolt „beltenyészet” eredménye volt. A házasság az előre látható nehézségek ellenére aránylag jól működött. Mária Lujzáról feljegyezték, hogy szinte anyai gyengédséggel vette körül férjét, akinek szellemi színvonala messze elmaradt feleségéétől. Tisztázatlan, hogy a házasságot valaha is elhálták-e. Ma úgy vélik, Károly neuraszténiában (ideggyengeségben) szenvedhetett. A spanyol királyi udvarban a királyné nem szerzett komolyabb befolyást. A hatalmat anyósa, az osztrák Habsburg-házból való Mária Anna anyakirályné és miniszterei gyakorolták. Mária Lujzát amúgy sem érdekelte a politika.
Mária Lujza híres volt szépségéről és vidám természetéről. Gyengeelméjű férje, a spanyol királyi udvar merev etikettje és a teherbeesésre tett sok sikertelen kísérlet azonban depresszióssá tette, bár férje szenvedélyes és nem csillapuló szerelemmel rajongott feleségéért. Mária Lujza sokat szenvedett azért is, az udvarban általános ellenségesség vette körül. Őt okolták a házasság gyermektelenségéért, és igyekeztek ellene hangolni akaratgyenge férjét is. Mária Lujza ezért gyakran tett úgy, mintha teherben lenne. A házasság azonban minden erőfeszítés ellenére gyermektelen maradt. 1688 elején egy szemtanú megírta, hogy amikor a királyi pár a templomban együtt imádkozott gyermekáldásért, „ezt oly erős hittel tették, ami még a köveket is megindítaná, hogy azok is velük könyörögjenek Istenhez, adná meg nékik a hőn óhajtott utódot.”

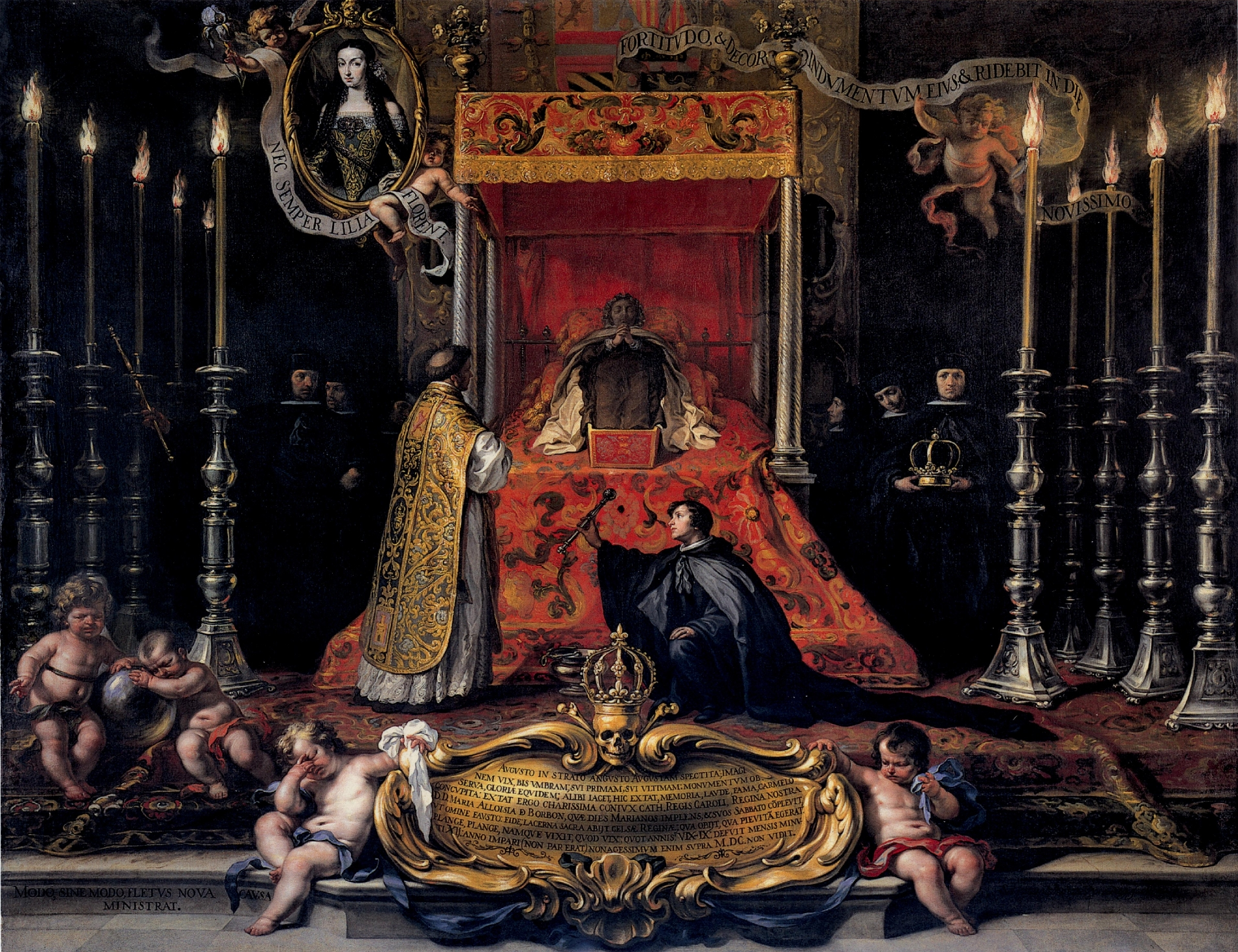
Mária Lujza királyné ravatala, a madridi Real Alcázar palotában (1689). (Sebastián Muñoz festménye)

### Halála
Csaknem 10 évi házasság után 1689-ben Mária Lujza királyné váratlanul hasi fájdalmakra kezdett panaszkodni, állapota gyorsan romlott, és másnap, február 12-én éjjel a madridi királyi palotában (Alcázar Real) meghalt. Mindössze 27 éves volt. A királyt teljesen összetörte a hír.
Az udvarban rögtön lábra kapott a gyanú, hogy anyósa, Mária Anna özvegy anyakirályné mérgeztette meg azért, mert Mária Lujza nem szült egyetlen utódot sem. A vád valószínűleg alaptalan, mert Mária Lujza igen jó viszonyban állt anyósával, és a királyné hirtelen halála az özvegy anyakirálynét is rendkívül lesújtotta. A történészek mai álláspontja szerint Mária Lujza halálának legvalószínűbb oka vakbélgyulladás (appendicitis) vagy fertőzött osztriga elfogyasztásából eredő szalmonellamérgezés lehetett.

### Az elhunytát követő események
Mária Lujza halála után a spanyol miniszterek új feleséget kezdtek keresni a király számára. A két legesélyesebb jelölt Medici Anna Mária Lujza toszkánai nagyhercegnő (1667–1743), a Medici-családból való utolsó uralkodó, és Mária Anna pfalz-neuburgi hercegnő (1667–1740), Fülöp Vilmos pfalzi választófejedelem leánya voltak. Károly a pfalz-neuburgi hercegnőt (spanyolul Mariana de Neoburgo) választotta. 1689. augusztus 28-án Ingolstadtban képviselők útján megkötötték Károly második házasságát, majd 1690. május 14-én San Diegóban, Valladolid mellett megtartották az esküvőt is. A második házasság, akárcsak az első, gyermektelen maradt, II. Károly király, az utolsó spanyol Habsburg 1700-ban utód nélkül hunyt el. A spanyol trón birtoklásáért a Habsburgok és a Bourbonok között 1703-ban kitört a spanyol örökösödési háború.